# Takahiro Sunada
Takahiro Sunada (砂田貴裕, Sunada Takahiro) é um corredor japonês de longa distância, nascido em 19 de janeiro de 1973. Alcançou sua melhor marca na Ultramaratona (de 100 km), na cidade de Tóquio no Japão em 21 de junho de 1998, onde completou em 6h13m33s. Com essa marca ele passou a ser o detentor do recorde mundial masculino da ultramaratona de 100 km pela IAAF.
Também participou na Maratona de Atenas em 1995, e na Maratona de Fukuoka em 1999, seu melhor tempo pessoal numa maratona é de 02h10m07s obtido na  Maratona de Berlim, no dia 10 de setembro de 2000, onde terminou em 4º lugar. 

## Marcas

### Maratonas
- 1995: Décimo colocado (10º) - Maratona de Fukuoka - 2h12m01s
- 1995: Segundo colocado (2º) - Maratona de Atenas - 2h13m16s
- 1996: Nono colocado (9º) - Maratona de Fukuoka - 2h13m01s
- 1999: Oitavo colocado (8º) - Maratona de Fukuoka - 2h11m03s
- 2000: Quarto colocado (4º) - Maratona de Berlin - 2h10m07s
- 2001: Nono colocado (9º) - Maratona de Nagano - 2h17m42s

### 100 km
- 1998: Medalha de ouro - 100km de Tóquio - 6h13m33s
- 1999: Medalha de bronze - 100 km de Cavagnes-en-Paillers - 6h26m06s
- 2000: Medalha de ouro - 100km de Belves - 6h17m17s

### Recordes Pessoais em outras distâncias
- 1.500 metros = 3m51s0
- 3.000 metros = 9m06s07
- 5.000 metros = 13m43s39
- 10.000 metros = 28m27s00
- Meia Maratona = 1h01m23s